# 全国植樹祭
全国植樹祭（ぜんこくしょくじゅさい）は、日本で行われる植樹祭。国土緑化運動の中核的な行事として、1950年（昭和25年）以降、毎年春に開催されている。

## 概要

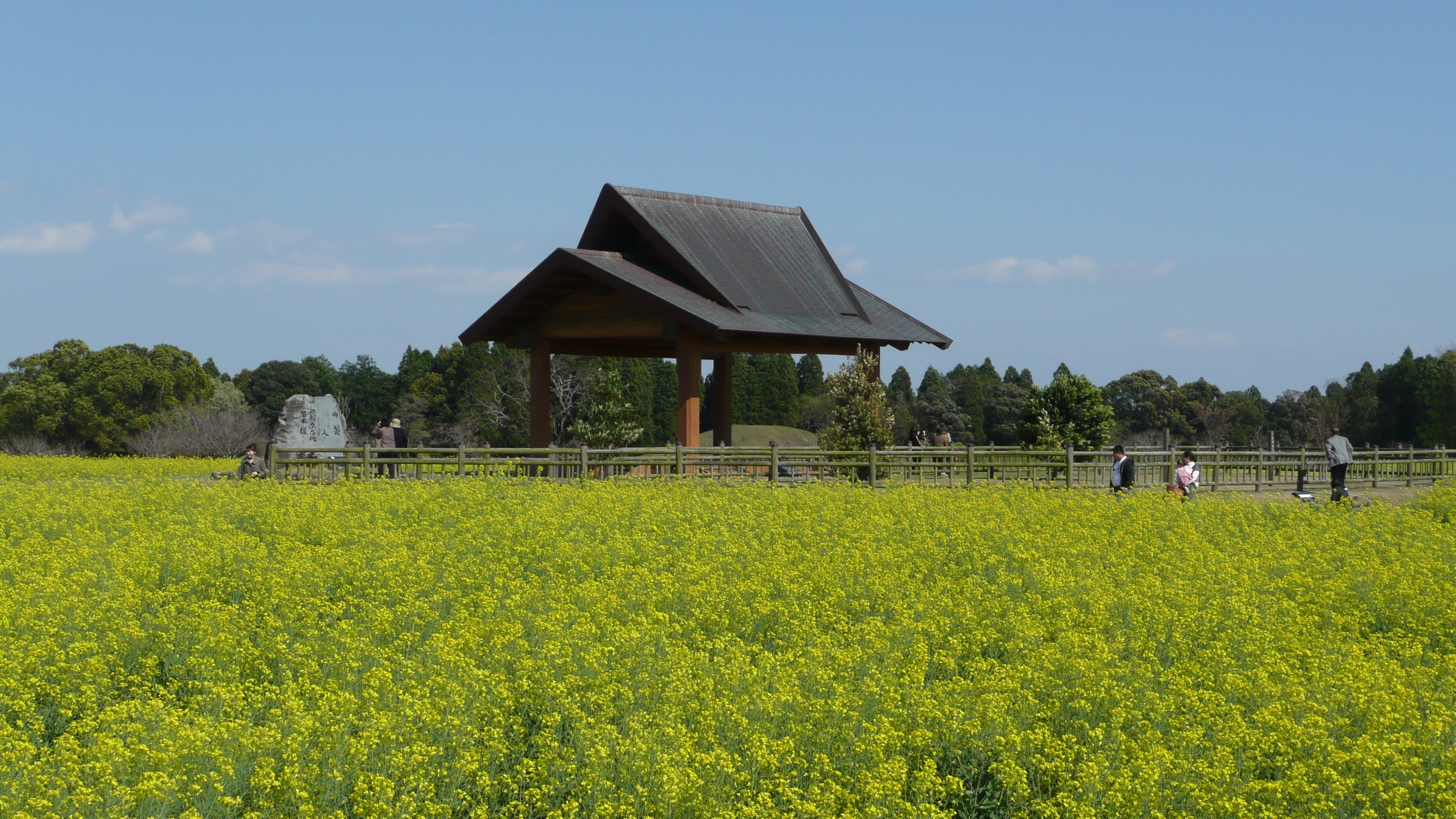
第55回会場・西都原古墳群の「お野立所」

国土緑化推進機構と開催都道府県（全都道府県の持ち回り）が主催している。大会会長は衆議院議長。
大会式典では、天皇の「おことば」、天皇・皇后による「お手植え・お手まき」行事、県内外の参加者による記念植樹、国土緑化運動ポスターコンクール等の表彰行事、大会宣言が行われることが恒例となっており、国民スポーツ大会・全国豊かな海づくり大会・国民文化祭と並び「四大行幸啓」の一つに位置付けられている。大会は後日NHKで編集版が放送される。
大会の前身は、第二次世界大戦以前から行われていた「愛林日植樹行事」に遡る。天皇の行幸は、1949年（昭和24年）に神奈川県箱根町仙石原で行われた愛林日記念植樹式から始められている。現在の植樹祭につながるものは、1950年（昭和25年）に山梨県で「植樹行事並びに国土緑化大会」として開催されたものである。
開催日は、「緑の週間」に合わせて4月第1週（当時）に設定されていたが、1960年（昭和35年）の第11回開催以降は5月に設定されることが増えた。
1970年（昭和45年）の第21回（福島県）から現在の名称になり、今日に至る。1977年（昭和52年）の第28回（和歌山県）からは、秋に過去の植樹祭での手植え・手まきにより成長した木の手入れ（枝払いなど）を行う全国育樹祭が行われており、歴代の皇太子（皇嗣）が出席している。
参加者数は、最盛期には1万人を超える規模になり、2002年（平成14年）に山形県金山町で開催された会場では12,000人を数えたが、2000年代に入ると地方自治体の資金難や広い植樹会場を設営することが困難などの理由で縮小傾向となり、2013年（平成25年）の鳥取県南部町の会場ではスタッフを含めて7,000人規模となっている。
2009年（平成27年）の第60回（福井県）からは当時の天皇明仁（現・上皇）の公務負担軽減策の一環として植樹祭式典での「おことば」は取りやめになり、平成年間中はこのまま継続した。徳仁の皇位継承後、2019年（令和元年）の第70回大会（愛知県）において、天皇の「おことば」が復活した。しかし2025年第75回で皇后雅子が体調不良のため天皇単独で臨場された。

## 大会の歴史
※（）内…開催回数。
| 回 | 開催日        | 開催地                  | 回 | 開催日        | 開催地        | 回 | 開催日        | 開催地        |
| -- | ------------- | ----------------------- | -- | ------------- | ------------- | -- | ------------- | ------------- |
| 1  | 1950年4月4日  | 山梨県（1）             | 31 | 1980年5月25日 | 三重県（1）   | 61 | 2010年5月23日 | 神奈川県（1） |
| 2  | 1951年4月4日  | 群馬県（1）             | 32 | 1981年5月24日 | 奈良県（1）   | 62 | 2011年5月22日 | 和歌山県（2） |
| 3  | 1952年4月4日  | 静岡県（1）             | 33 | 1982年5月23日 | 栃木県（1）   | 63 | 2012年5月27日 | 山口県（2）   |
| 4  | 1953年4月4日  | 千葉県（1）             | 34 | 1983年5月22日 | 石川県（1）   | 64 | 2013年5月26日 | 鳥取県（2）   |
| 5  | 1954年4月6日  | 兵庫県（1）             | 35 | 1984年5月20日 | 鹿児島県（1） | 65 | 2014年6月1日  | 新潟県（2）   |
| 6  | 1955年4月6日  | 宮城県（1）             | 36 | 1985年5月12日 | 熊本県（1）   | 66 | 2015年5月17日 | 石川県（2）   |
| 7  | 1956年4月7日  | 山口県（1）             | 37 | 1986年5月11日 | 大阪府（1）   | 67 | 2016年6月5日  | 長野県（2）   |
| 8  | 1957年4月7日  | 岐阜県（1）             | 38 | 1987年5月24日 | 佐賀県（1）   | 68 | 2017年5月28日 | 富山県（2）   |
| 9  | 1958年4月8日  | 大分県（1）             | 39 | 1988年5月22日 | 香川県（1）   | 69 | 2018年6月10日 | 福島県（2）   |
| 10 | 1959年4月5日  | 埼玉県（1）             | 40 | 1989年5月21日 | 徳島県（1）   | 70 | 2019年6月2日  | 愛知県（2）   |
| 11 | 1960年5月10日 | 山形県（1）             | 41 | 1990年5月20日 | 長崎県（1）   | -  | 2020年        | 中止          |
| 12 | 1961年5月24日 | 北海道（1）             | 42 | 1991年5月26日 | 京都府（1）   | 71 | 2021年5月30日 | 島根県（2）   |
| 13 | 1962年4月21日 | 福井県（1）             | 43 | 1992年5月10日 | 福岡県（1）   | 72 | 2022年6月5日  | 滋賀県（2）   |
| 14 | 1963年5月20日 | 青森県（1）             | 44 | 1993年4月25日 | 沖縄県（1）   | 73 | 2023年6月4日  | 岩手県（2）   |
| 15 | 1964年5月13日 | 長野県（1）             | 45 | 1994年5月22日 | 兵庫県（2）   | 74 | 2024年5月26日 | 岡山県（2）   |
| 16 | 1965年5月9日  | 鳥取県（1）             | 46 | 1995年5月21日 | 広島県（2）   | 75 | 2025          | 埼玉県（2）   |
| 17 | 1966年4月17日 | 愛媛県（1）             | 47 | 1996年5月19日 | 東京都（1）   | 76 | 2026          | 愛媛県（2）   |
| 18 | 1967年4月9日  | 岡山県（1）             | 48 | 1997年5月18日 | 宮城県（2）   |    |               |               |
| 19 | 1968年5月19日 | 秋田県（1）             | 49 | 1998年5月10日 | 群馬県（2）   |    |               |               |
| 20 | 1969年5月26日 | 富山県（1）             | 50 | 1999年5月30日 | 静岡県（2）   |    |               |               |
| 21 | 1970年5月19日 | 福島県（1）             | 51 | 2000年4月23日 | 大分県（2）   |    |               |               |
| 22 | 1971年4月18日 | 島根県（1） 広島県（1） | 52 | 2001年5月20日 | 山梨県（2）   |    |               |               |
| 23 | 1972年5月21日 | 新潟県（1）             | 53 | 2002年6月2日  | 山形県（2）   |    |               |               |
| 24 | 1973年4月8日  | 宮崎県（1）             | 54 | 2003年5月18日 | 千葉県（2）   |    |               |               |
| 25 | 1974年5月19日 | 岩手県（1）             | 55 | 2004年4月25日 | 宮崎県（2）   |    |               |               |
| 26 | 1975年5月25日 | 滋賀県（1）             | 56 | 2005年6月5日  | 茨城県（2）   |    |               |               |
| 27 | 1976年5月23日 | 茨城県（1）             | 57 | 2006年5月21日 | 岐阜県（2）   |    |               |               |
| 28 | 1977年4月17日 | 和歌山県（1）           | 58 | 2007年6月24日 | 北海道（2）   |    |               |               |
| 29 | 1978年5月21日 | 高知県（1）             | 59 | 2008年6月15日 | 秋田県（2）   |    |               |               |
| 30 | 1979年5月27日 | 愛知県（1）             | 60 | 2009年6月7日  | 福井県（2）   |    |               |               |

## 行幸啓が中止された際の措置
1968年（昭和43年）5月19日、秋田県で開催された第19回植樹祭では、3日前に十勝沖地震が発生し行幸啓が中止となった。秋田県側は、急遽、秋田スギ苗木と鉢を皇居へ持ち込み「お手植え」をしてもらい会場へ搬送、当日に植栽箇所へ改めて移植するという手段を採った。「お言葉」は徳川義寛侍従が代読している。
なお、開催地が2巡目となり、再び秋田県に開催地がめぐってきた2008年（平成20年）には、開催前日に岩手・宮城内陸地震が発生。開催自体が危ぶまれたが、翌日、11,500人の出席者を得て開催。「お手植え」、「お手撒き」も実施された。
2020年（令和2年）に予定していた第71回（島根大会）は新型コロナウイルス感染症拡大のため1年延期となり、翌2021年（令和3年）5月30日に開催されたが、感染状況を考慮して行幸啓は行わず、赤坂御所（赤坂御用地）と島根県内の会場を中継でつなぎ、「お手植え」「お手撒き」を東京で行った後、後日、会場まで運搬されて移し替えられた。翌年も同様。以降予定していた大会も1年ずつ後ろ倒しされた。

## 全国緑化行事発祥の地
- 1934年、第1回愛林日では茨城県筑波山麓の鬼ヶ作国有林（現：茨城県桜川市真壁町大字羽鳥）にて植樹行事が行われた。この場所は、長らく忘れ去られていたが後年になり特定、全国緑化行事発祥の地として2013年度に林業遺産（No.3）に認定。石碑が建立されている[11]。

## 昭和天皇のお手植え
1947年10月30日から11月2日にかけて昭和天皇の戦後巡幸が富山県で行われた。その際、昭和天皇は林業に関心を示し、富山県婦負郡細入村（現：富山市西笹津）の高山本線沿いの斜面でタテヤマスギの植樹を行った。それまで天皇による公式行事での植樹は、枯死した際に責任が関係者に及ぶことを危惧し忌避されていたが、「そんな時代でもなかろう」ということとなり、日本で初めて行われることとなった。
これが契機となり全国植樹祭への出席、「お手植え」に結び付いている。その後、1958年10月に開催された富山国体、1969年5月に開催された全国植樹祭で富山県に再び行幸した際には、高山本線で運行されたお召列車の車窓から自ら植えたスギを眺めている。この場所は、2019年現在も地域住民ら有志の手により管理が行われている。